# (474070) 2016 JP20
(474070) 2016 JP20 es un asteroide perteneciente al cinturón de asteroides, descubierto el 28 de octubre de 2006 por el equipo del Mount Lemmon Survey desde el Observatorio del Monte Lemmon, Arizona, Estados Unidos.

## Designación y nombre
Designado provisionalmente como 2016 JP20.

## Características orbitales
2016 JP20 está situado a una distancia media del Sol de 2,398 ua, pudiendo alejarse hasta 2,723 ua y acercarse hasta 2,073 ua. Su excentricidad es 0,135 y la inclinación orbital 1,869 grados. Emplea 1356 días en completar una órbita alrededor del Sol.

## Características físicas
La magnitud absoluta de 2016 JP20 es 17,879.